# Cermenate
Cermenate är en ort och kommun i provinsen Como i regionen Lombardiet i Italien. Kommunen hade 9 236 invånare (2018).